# ماسيمو بيرتا
ماسيمو بيرتا (بالإيطالية: Massimo Berta)‏ هو لاعب كرة قدم إيطالي في مركز الوسط، ولد في 4 مارس 1949 في جنوة في إيطاليا، وتوفي بنفس المكان في 18 مايو 2020. لعب مع نادي ألساندريا ونادي ريجيانا 1919 ونادي فوجيا ونادي ليكو.